# محمد بن صالح البليهشي
محمد بن صالح البليهشي أديب ومؤرخ سعودي، ولد في قرية المضيق بمحافظة وادي الفرع في منطقة المدينة المنورة في العام (1365هـ، 1945م). صدر له عدد من المؤلفات منها: المدينة المنورة في عهد الملك عبد العزيز آل سعود (1344هـ - 1373هـ).

## نشأته وتعليمه
نشأ في قريته التي تعج بالتاريخ والحضارة، وتلقى تعليمه الأولي في أحد كتاتيبها عام 1373هـ، وانتقل بعدها للدراسة في مدرسة حكومية في العام 1375هـ، ثم حصل على الشهادة الجامعية من جامعة الإمام محمد بن سعود الإسلامية (كلية الشريعة) بمدينة الرياض.

## عمله
عمل في السلك التعليمي فترة طويلة، تنقل خلالها بين عمله معلمًا، ثم مديرًا لعدد من مدارس التعليم العام في المدينة المنورة، ثم عمل بعدها في مجال الصحافة وأدار مكتبَي صحيفة المدينة وصحيفة الندوة في المدينة المنورة، كان عضوًا في مجلس إدارة نادي المدينة المنورة الأدبي (1400هـ، 1427هـ)، وله العديد من المؤلفات والمشاركات الثقافية والصحفية المتنوعة.

## أثر عبد العزيز الربيع في حياته
نهل محمد البليهشي من خبرة الأستاذ عبدالعزيز الربيع الشيء الكثير، فتعلّم على يديه أصول الكتابة الأدبية والصحفية فأبحر فيها وأضحى رمزًا من رموزها البارعين.
«الأستاذ محمد صالح البليهشي، أديب أتيح لي ان أشهد ميلاده في دنيا الأدب والثقافة، شهدت مولد الاستاذ الأديب الأخ والابن محمد صالح البليهشي، وأعجبت بخطواته التي خطاها في عالم الفكر بثقة وإيمان وأعجبت بما امتاز به أسلوبه في الكتابة والأدب من عفوية وبساطة وصدق وحب وإيمان بالقيم السامية، وتمجيدها والحرص عليها والدفاع عنها والدعوة إليها وتعميقها في وجدان الناس بكثافة لغوية عالية وخبرة بيانية كبيرة، وحسبه نجاحًا أن يفتح شهية القارئ فيقبل على مايقدمه إليه برغبة ملحة وشوق كبير، دون تفريق بين لون ولون، وصنف وصنف، وهذه ميزة خاصة في أسلوبه وكتاباته يفتقدها الكثير من الكتاب والأدباء»

```
- 
عبدالعزيز الربيع
 في مقدمة كتاب حروف في الرماد 
(1402هـ، 1982م)
[
9
]
```

أثرت تلك المقدمة التي كتبها الأستاذ عبدالعزيز الربيع -أول مدير عام للتعليم في منطقة المدينة المنورة- في مسيرة محمد البليهشي الأدبية تأثيرًا كبيرًا، فشحذت همته ونمّت عزيمته ليقدم الكثير من الكتب والمؤلفات بعد ذلك، وعمل بعد وفاة أستاذه على جمع مقالاته في كتب أعدها للنشر وهيّأها للتداول.

### كتب
- لمحات عن حياة الربيع (1402هـ، 1982م)[11][12]
- نظرات تربوية (1418هـ، 1998م)[13]
- مناقشات ومناوشات (1419هـ، 1998م)[14]
- كتب ومؤلفون (1419هـ، 1998م)[15]
- شوقيات وشوكيات (1420هـ، 1999م)[16]
- مقالات وتعليقات (1420هـ، 1999م)[17]

### مقالات
- عبد العزيز الربيع..رائدًا (1402هـ)[18]
- عبد العزيز الربيع: رسالة لم يحملها البريد. (1415هـ، 1995م)[19]

## مؤلفاته
اشتهر محمد البليهشي بمؤلفاته التي توثّق تاريخ المدينة المنورة ومحافظاتها، حيث وصف بدقةٍ متناهية وبأسلوب أدبي رفيع، تاريخها وتضاريسها ومظاهرها الاجتماعية المميزة كما عاصرها ورآها وحكى له أهاليها.

### في التاريخ
- المدينة المنورة في بداية القرن الخامس عشر غرة المحرم 1401هـ (1402هـ، 1982م)[21]
- مدرسة طيبة الثانوية بالمدينة المنورة (1416هـ، 1996م)[22]
- جائزة أمين مدني للبحث في تاريخ الجزيرة العربية: تسجيل توثيقي عن حفل الجائزة الأولى ذو القعدة 1414هـ (1416هـ، 1996م)[23]
- روضة الأطفال النموذجية الخاصة مسيرة 35 عامًا (1419 هـ، 1999م)[24]
- وادي الفرع: تاريخ وحضارة (1427 هـ، 2006 م).[25]
- المدينة المنورة في عهد الملك عبدالعزيز آل سعود (1344 - 1373هـ) (1432 هـ، 2011م).[26]

### سلسلة هذه بلادنا
- بدر (1413هـ، 1993م)[27]
- المدينة المنورة (1408هـ، 1988م)[28]

### في الأدب
- حروف في الرماد «مجموعة قصصية» (1402هـ، 1982م)[9]
- محمد هاشم رشيد.. في عيون أدباء عصره (1422، 2002)[29]
- موقف فارس. (مسرحية)[30]
- رسائل في حب الوطن. (1419 هـ، 1998م)[31]

### في التربية والتعليم
- الإدارة المدرسية بين النظرية والتطبيق (1412هـ، 1991م)[32]